# Russo (Onsernone)
Russo è una frazione del comune svizzero di Onsernone, nel Canton Ticino (distretto di Locarno).

## Geografia fisica
Russo si trova nella valle Onsernone.

## Storia

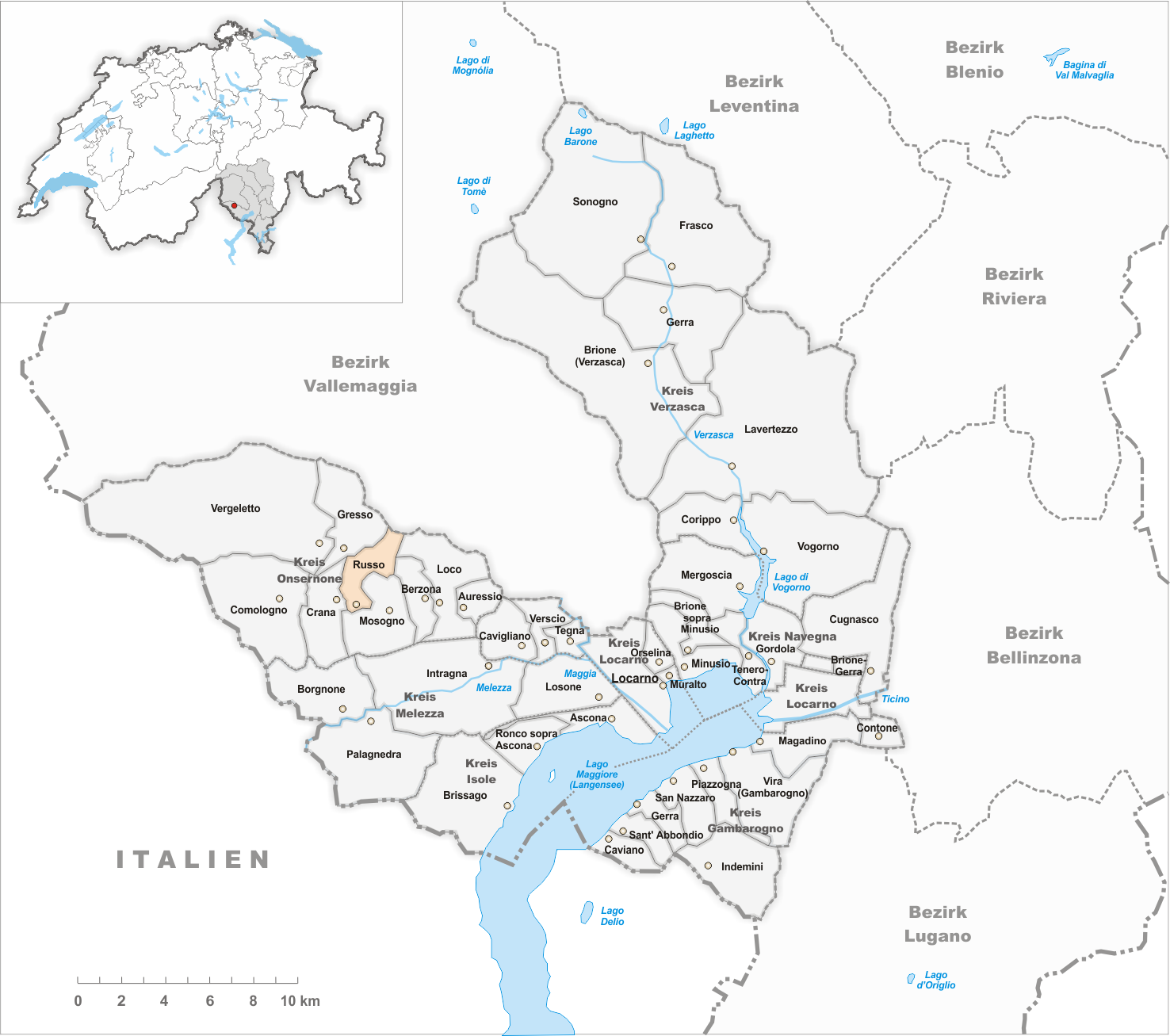
Il territorio del comune di Russo prima degli accorpamenti comunali del 1995

Già comune autonomo, il 1º gennaio 1995 è stato accorpato agli altri comuni soppressi di Crana e Comologno per formare il comune di Onsernone, del quale Russo è il capoluogo.

## Monumenti e luoghi d'interesse

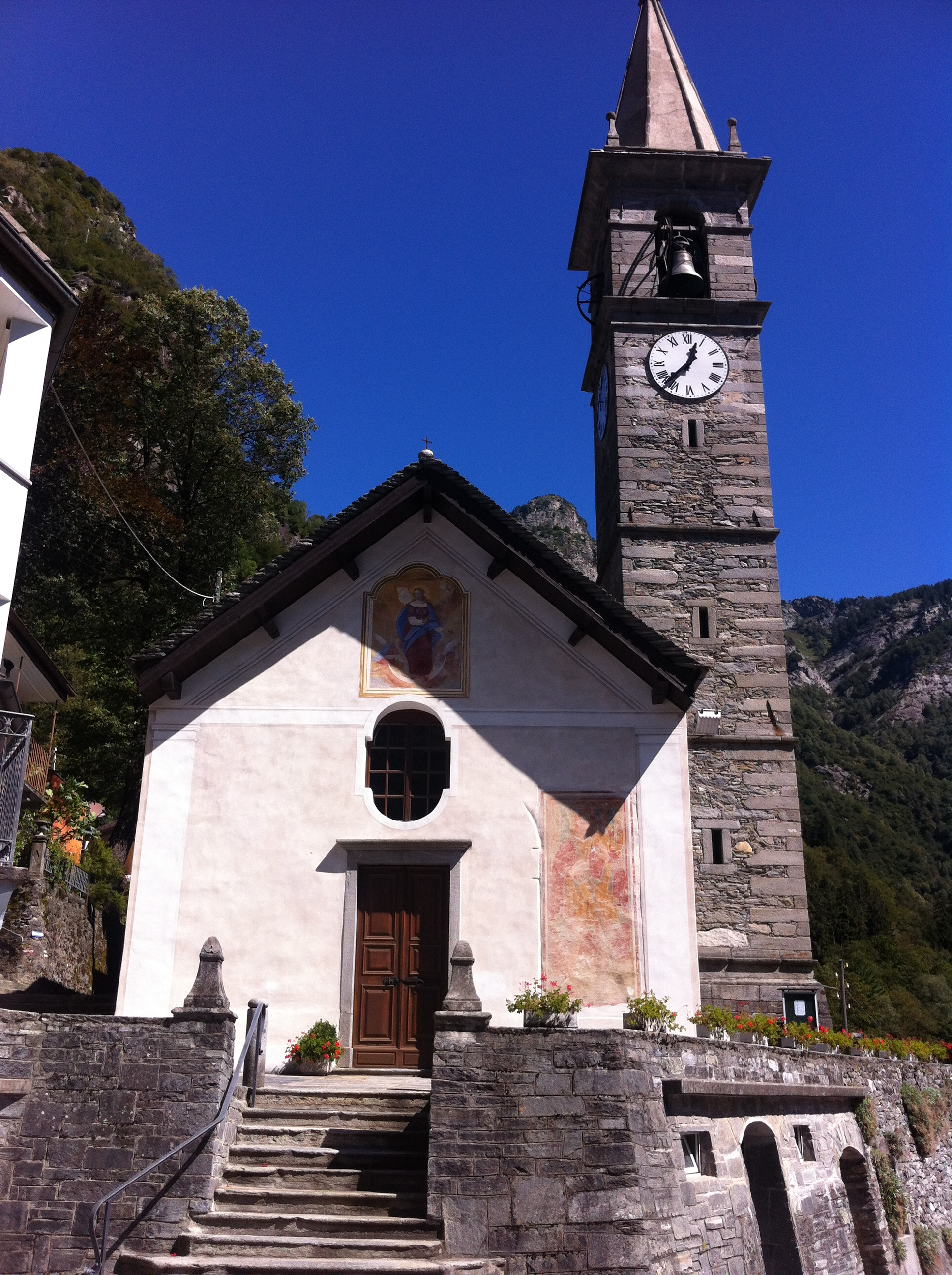
La chiesa di Santa Maria Assunta

- Chiesa di Santa Maria Assunta, attestata dal 1365[1][2];
- Casa Bezzola, del XVIII secolo;[2]
- Casa Döbeli[senza fonte]
- Ponte Oscuro, nel tratto di strada cantonale che attraversa la valle di Vergelletto.[3]

## Società

### Evoluzione demografica
L'evoluzione demografica è riportata nella seguente tabella:
Abitanti censiti

Da comune autonomo, Russo registrò un notevole numero di attinenti, ossia di stranieri naturalizzati svizzeri.

## Amministrazione
Ogni famiglia originaria del luogo fa parte del comune patriziale di Onsernone e ha la responsabilità della manutenzione di ogni bene ricadente all'interno dei confini della frazione.